# Montberon
Montberon (em occitano:  Montberon) é uma comuna francesa na região administrativa da Occitânia, no departamento do Alto Garona. Estende-se por uma área de 6.35 km², com 3.066 habitantes, segundo o censo de 2018, com uma densidade de 480 hab/km².